# Kennfus
Kennfus ist der einzige Ortsbezirk der Ortsgemeinde Bad Bertrich, die zur Verbandsgemeinde Ulmen im Landkreis Cochem-Zell des Bundeslandes Rheinland-Pfalz gehört.

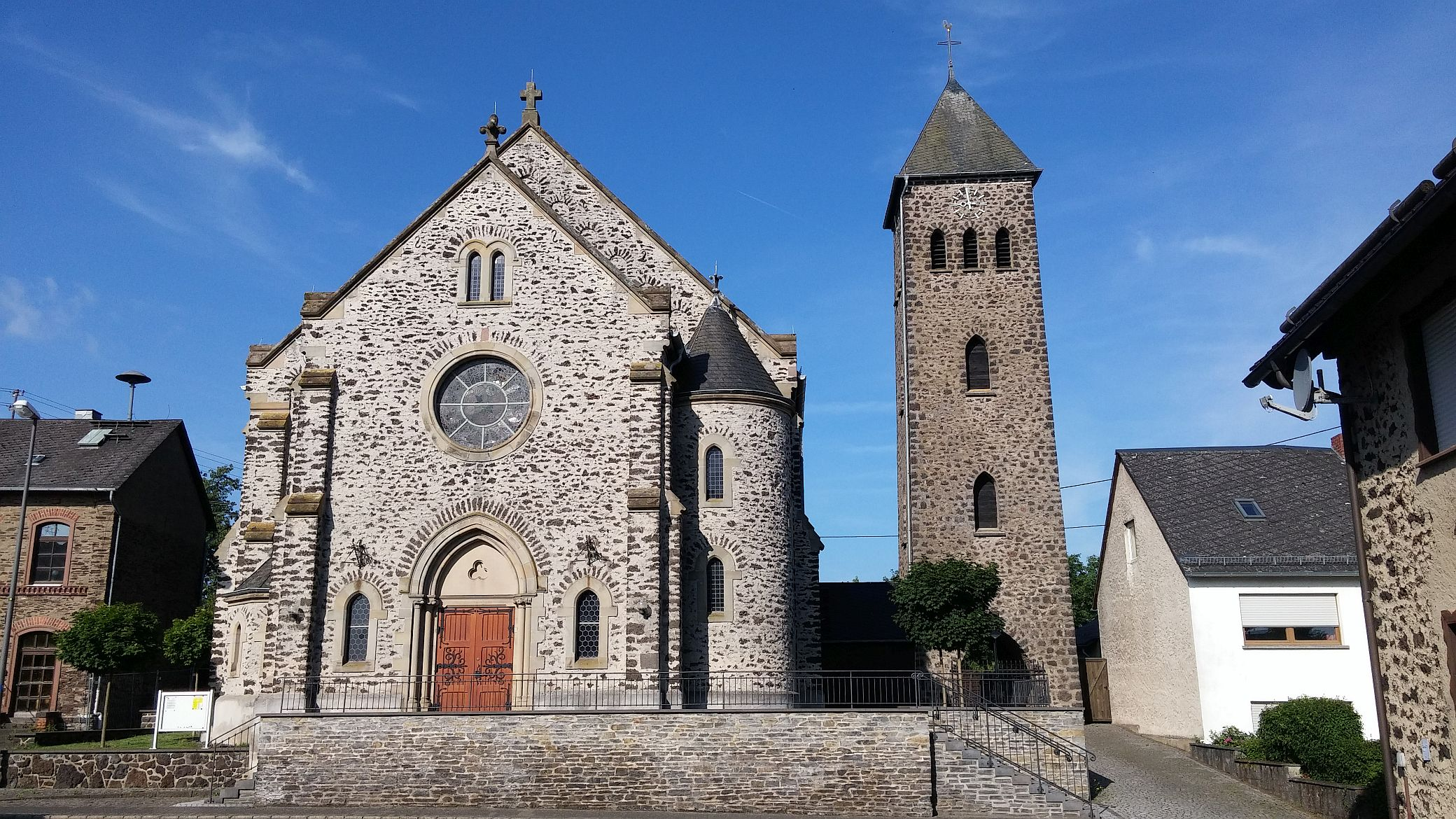
Kirche St. Maria in Kennfus

## Lage
Kennfus liegt auf den Höhen der Eifel über dem Üßbachtal, in dem sich der Hauptort Bad Bertrich befindet.
Zum Ortsteil gehört der Wohnplatz Lucienhof.

## Geschichte
Der Ort gehörte zu Kurtrier, das nach der Einnahme des Linken Rheinufers durch französischen Revolutionstruppen nach 1794 aufgelöst wurde. Nach der Zeit als Teil der Französischen Republik und des Französischen Kaiserreichs wurde die Gemeinde 1815 auf dem Wiener Kongress mit der gesamten Region dem Königreich Preußen zugeordnet.
Seit 1946 ist Kennfus Teil des damals neu gegründeten Landes Rheinland-Pfalz.
Am 1. Januar 1975 wurde die bis dahin selbstständige Gemeinde nach Bad Bertrich eingemeindet.

## Politik

### Ortsbezirk
Der Ortsteil Kennfus ist gemäß Hauptsatzung der einzige Ortsbezirk der Ortsgemeinde Bad Bertrich und wird politisch von einem Ortsbeirat sowie einem Ortsvorsteher vertreten.

### Ortsbeirat
Der Ortsbeirat in Kennfus besteht aus sieben Mitgliedern, die bei der Kommunalwahl am 9. Juni 2024 in einer Mehrheitswahl gewählt wurden, und dem ehrenamtlichen Ortsvorsteher als Vorsitzendem.
Die Sitzverteilung im Ortsbeirat:
| Wahl | SPD               | WGR (2)           | Gesamt  |
| ---- | ----------------- | ----------------- | ------- |
| 2024 | per Mehrheitswahl | per Mehrheitswahl | 7 Sitze |
| 2019 | –                 | 7                 | 7 Sitze |
| 2014 | –                 | 7                 | 7 Sitze |
| 2009 | per Mehrheitswahl | per Mehrheitswahl | 7 Sitze |
| 2004 | 2                 | 5                 | 7 Sitze |

Nach den Wahlen im Jahr 2019, 2014 und 2004 verteilten sich die Sitze der Wählergruppen auf je zwei Listen.

### Ortsvorsteher
Holger Burgard wurde am 2. Juli 2024 Ortsvorsteher von Kennfus. Bei der Direktwahl am 9. Juni 2024 hatte er sich mit einem Stimmenanteil von 74,02 % gegen einen Mitbewerber durchgesetzt.
Burgards Vorgänger Friedhelm Justen hatte das Amt seit 2009 inne und kandidierte bei der Wahl 2024 nicht erneut als Ortsvorsteher.

## Kultur
In der Denkmalliste des Landes Rheinland-Pfalz (Stand: 2020) sind folgende Kulturdenkmäler des Ortsteils genannt:
- Katholische Filialkirche St. Maria: neugotischer Saalbau (1904), Campanile (1955), Moselblickstraße 4
- Wegekapelle: Saalbau (1889), nördlich des Ortes an der L 103
- zwei Wegekapellen: kleine Saalbauten aus dem 19. Jahrhundert, südlich des Ortes an der Straße nach Bad Bertrich

## Verkehr und Infrastruktur
Kennfus wird von der Landesstraße 103 in südlicher Richtung über eine kurvige Strecke hinab ins Tal an den Hauptort Bad Bertrich sowie in nördliche Richtung an Lutzerath angebunden.
Der nächste Bahnhof befindet sich im 17 Kilometer entfernten Bullay.